# Émeutes de 1467 à Malines
Les émeutes de 1467 à Malines se sont déroulées durant tout le mois de juillet et d'août dans la ville de Malines en actuelle Belgique.
Cette émeute aurait éclaté peu après la cérémonie d'entrée de Charles le Téméraire à Gand du fait de rivalités entre plusieurs villes majeures de la région se jalousant les possessions marchandes de Malines.

## Contexte
Grâce aux différents chroniqueurs de Malines tel qu'Hercules Pontius (chroniqueur malinois du XVIe siècle voulant retracer l'histoire de sa ville en écrivant différents articles dans une chronique locale,), on sait que cette émeute a éclaté, car la ville se gardait pour elle toute l'avoine le sel et le poisson à défaut d'autres villes tels que Bruxelles, Louvain et Anvers.   
C'étaient les marchands de la région qui souffraient le plus de cette émeute, car les fermiers de l'époque, depuis un différend ayant eu lieu peu avant, détournaient les bateaux de grains en provenance de Heffen vers Bruxelles et gardaient les récoltes pour eux. 

## Déroulement
Encouragés par la réussite du détournement, les fermiers sont retournés en ville pour rameuter plusieurs concitoyens pour saisir les armes et se rassembler sur la Grand-Place.
Les bateliers, désabusés du détournement, sont montés dans plusieurs tours de l'église et ont fait sonner le tocsin pour ensuite s’introduire de force dans plusieurs grandes maisons de la ville pour s’emparer de tous les objets de valeur qu'ils trouvaient, mettre le feu à ces demeures et enfin prendre le pouvoir de la ville aisément comme personne n'était plus là pour s'y opposer.
Parmi les différents ordres donnés par les révolutionnaires bateliers, plusieurs personnes éminentes de la chancellerie bourguignonne et du conseiller au Parlement de Malines, devaient se rendre auprès du duc « pour et affin de obtenir grace et pardon du dict delict commis par les dis de Malines ».

## Conclusion
Le duc Charles, accompagné de 300 soldats à cheval, est entré dans la ville fin août pour régler tous les problèmes que subissaient les marchands depuis 1 mois.
Une fois dans la ville, il fit procéder une enquête pour déterminer mes coupables par le chancelier et les conseillers de son Grand Conseil et condamnaient ceux-ci d'une peine capitale, de bannissements et beaucoup d’amendes.
Le duc avait décidé pour la peine capitale de la faire exécuter séance tenante. Une fois l'échafaud construit, le condamné était amené yeux bandés et mains liées. Après l'ordre du duc, le bourreau préparait son glaive pour la décapitation. Mais au tout dernier moment, le duc s'est écrié « cesse ! » et le bourreau baissait donc son arme, laissant le condamné en vie.
Le duc, par cet acte a voulu faire étalage de sa clémence et a certainement voulu impressionner et étonner par son geste.
Chastellain dit plus tard que cette action du duc était « la première singulière œuvre que le duc monstra après estre advenu duc ».